# (33209) 1998 FD67
1998 FD67 (asteroide 33209) é um asteroide da cintura principal. Possui uma excentricidade de 0.01113020 e uma inclinação de 16.68752º.
Este asteroide foi descoberto no dia 20 de março de 1998 por LINEAR em Socorro.